# Castello di Peteghem
Il Castello di Peteghem è una storica residenza eclettica situata presso Wortegem-Petegem in Belgio.

## Storia
Il castello venne eretto nel 1847 secondo il progetto dell'architetto bruxellese François Coppens su commissione del barone Auguste Pycke di Peteghem.

## Galleria d'immagini

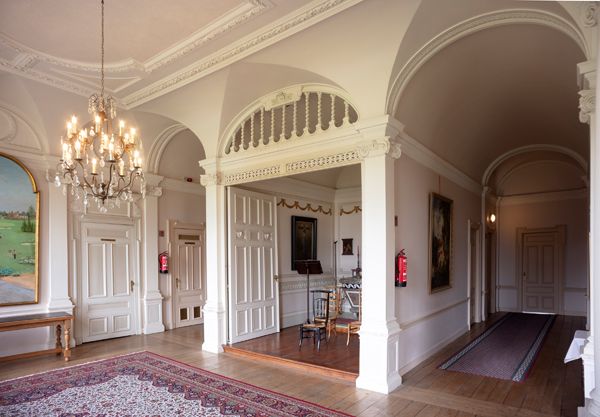
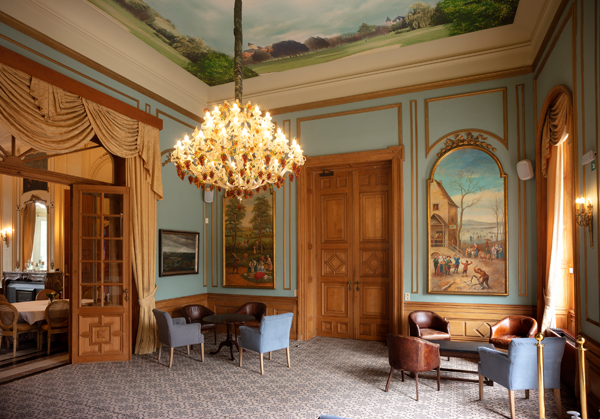
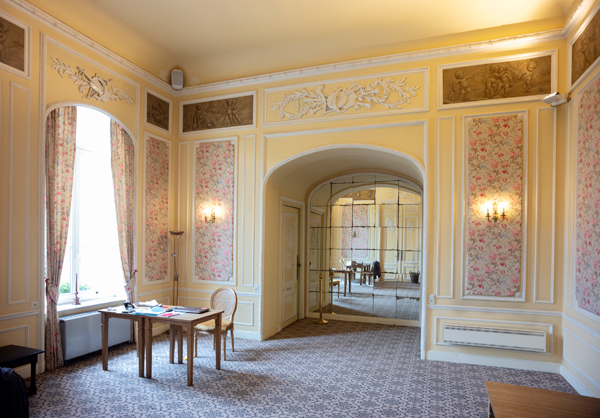
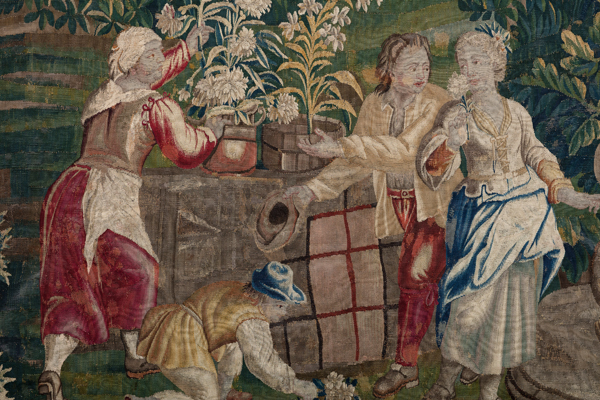